# Bram's
Ne doit pas être confondu avec Brams ou Brahms.
Bram's, de son vrai nom Ibrahim Keita, né le 7 juillet 1973 à Boulogne-Billancourt (France) et mort le 22 mai 2011 dans la même ville, fut un rappeur français d'origine guinéenne. Il fait partie du trio Malekal Morte, et fut notamment le cousin du rappeur Black M du groupe Sexion d'Assaut. Ibrahim est très impliqué dans la vie de son quartier, il est ainsi animateur au quartier du pont de Sèvres à Boulogne-Billancourt ; sa mère Yvette Keita, étant elle-même responsable associative.
À l'âge de 37 ans, souffrant d'une très sévère dépression depuis plusieurs mois, il se suicide le 22 mai 2011, en se jetant du haut d'un immeuble de la cité du quartier de Pont de Sèvres.

## Biographie
Bram's est un rappeur faisant partie du groupe Malekal Morte, le groupe étant composé de Bram's, Mala et Issaka. Le groupe fait ses premiers pas dans le rap au milieu des années 1990 au sein du collectif Beat 2 Boul (Les Sages Poètes de la Rue, Lunatic, Mo'vez Lang, Nysay et Les Solos) dont les membres sont tous issus du quartier du Pont De Sèvres à Boulogne-Billancourt. Le premier album du collectif, Dans la sono, sorti en 1997, marque la première apparition discographique du groupe avec le morceau Catch à l'arrière à une période que beaucoup considèrent comme l'âge d'or du rap français. Ils sont ensuite plus discrets et ne sortent pas de nouveau titre avant plusieurs années.
Ils reviennent en 2000 sur le morceau 92i issu de l'album Mauvais Œil du groupe Lunatic, auxquels ils sont désormais affiliés, 92i étant le nom du crew des divers rappeurs qui gravitent autour du groupe Lunatic (La Malekal Morte donc, mais aussi Sir Doum's, LIM ou Nessbeal). Dès lors, et après que Booba a commencé sa carrière solo, Bram's apparaîtra sur tous ses albums sans exception, qu'il soit seul ou accompagné de son groupe. Sa dernière apparition discographique sera le morceau Si tu savais issu de l'album de Booba, Lunatic sorti en 2010.
Il meurt le 22 mai 2011, après s'être jeté du haut d'un immeuble de la cité du quartier de Pont de Sèvres à Boulogne-Billancourt. Il souffrait d'une très sévère dépression depuis plusieurs mois. 

## Discographie
Ayant apparu dans plusieurs morceaux avec les membres du 92i (plus notamment Booba et son groupe Malekal Morte), Bram's n'a jamais sorti de projets personnels tel qu'un album, mixtape ou même un titre solo.

### Apparitions
- 1997 : Malekal Morte - Catch à l'arrière sur le EP du Beat De Boul, Dans La Sono (remis en 2018 sur la compile de Mala, Ghostfather)
- 1999 : Lunatic feat. Malekal Morte -  Test ton Mic sur Générations 88.2
- 2000 : Yat Fu feat. Booba, Malekal Morte & Bambino - Notorious sur l'album de Yat Fu, Yonentu Rap Bi, Les Prophètes Du Rap
- 2000 : Lunatic feat. Malekal Morte - 92i sur l'album de Lunatic, Mauvais œil (remis en 2001 sur la réédition de l'album et en 2018 sur la compile de Mala, Ghostfather)
- 2000 : LIM feat. Malekal Morte - Boulogne Bizness sur la compile Boulbi 9.2 Spécial Boulogne, Vol. 1 (remis en 2018 sur la compile de Mala, Ghostfather)
- 2001 : Malekal Morte - Stargate sur leur maxi Stargate/Le chant de la haine (remis sur la compile du label 45 Scientific)
- 2001 : Malekal Morte - Le chant de la haine sur leur maxi Stargate/Le chant de la haine (remis en 2018 sur la compile de Mala, Ghostfather)
- 2002 : Booba feat. Malekal Morte & Sir Doum's - 100-8 Zoo  sur l'album de Booba, Temps mort
- 2003 : Malekal Morte - Ici sur la mixtape de Mala, Ma zone
- 2003 : Malekal Morte - Mort subite sur leur maxi collaboratif avec Booba, La faucheuse/Mort subite (remis en 2018 sur la compile de Mala, Ghostfather)
- 2004 : Booba feat. Issaka & Bram's - Pazalaza pour Sazamuser sur l'album de Booba, Panthéon
- 2005 : Malekal Morte - Étalons noirs sur la mixtape de Booba, Autopsie Vol. 1 (remis en 2018 sur la compile de Mala, Ghostfather)
- 2006 : Booba feat. Malekal Morte - 92izi sur l'album de Booba, Ouest Side (remis en 2018 sur la compile de Mala, Ghostfather)
- 2007 : Booba feat. Mala & Bram's - Du biff sur la mixtape de Booba, Autopsie Vol. 2
- 2008 : Booba feat. Mala & Bram's - Izi Life sur l'album de Booba, 0.9
- 2009 : Booba feat. Djé & Bram's & Mala - On contrôle la zone sur la mixtape de Booba, Autopsie Vol. 3 (remis en 2018 sur la compile de Mala, Ghostfather)
- 2009 : Mala feat. Bram's - Izi Cash sur l'album de Mala, Himalaya
- 2010 : Booba feat. Bram's & Mala - Si tu savais sur l'album de Booba, Lunatic (remis en 2018 sur la compile de Mala, Ghostfather)

## Hommages
- 2011 : Booba lui dédiera son clip Comme une étoile quelques semaines après sa mort.
- 2011 : La Fouine le cite dans son morceau Bienvenue Dans Le 78 : « Que Bram's repose en paix ».
- 2011 : Booba lui consacre également une punchline dans le morceau Bakel City Gang : « Mon meilleur shab est mort, j'suis blasé de la life »« Clamart c’est àl que j’veux qu’on m’enterre » car Bram’s y est enterré.
- 2012 : Au début du morceau 1.8.7 sur l'album FUTUR, on entend Booba dire "Brazza t'attend là-haut".
- 2012 : Dans le début du clip de Mokobé Taxiphone, on peut voir une photo de DJ Mehdi (prince de la ville) et de Bram's (repose en paix).
- 2012 : Dans le clip du morceau Paname Booba rend hommage a Bram's : « C'est pour toi kho ».
- 2012 : Booba lui rend hommage dans son album Futur sorti en novembre 2012, sur les morceaux 2Pac : « Plus criminel que rappeur, tu dirigeais le cortège ; On pense à toi à chaque seconde ; Du mal à croire que tu n'es plus de ce monde ; On me dit qu'avec le temps, j'irai mieux ; Sombre est l'équipe, mais ta lumière éclaire les cieux ; Dans nos rêves, bien sûr ça terminait mieux ; Je ne te vois plus nulle part, sauf quand je ferme les yeux », Futur : « Mais le kho n'est plus là donc peu importe si j'arrête de vivre ; On avance têtes baissées pour qu'il soit fier du 92i », et Caramel : « Brazza soldat 92I ».
- 2012 : Black Kent lui rend hommage dans la chanson Saint-Valentin (Outro) sur son album Vendeur de Rêves.
- 2012 : Son cousin Black Mesrimes, rappeur qui fait partie du groupe Sexion D'Assaut, lui rend hommage sur le morceau J'reste debout de l'album L'Apogée.
- 2013 : Booba fait référence à Bram's sur le morceau R.T.C : « Ibrahim on t'a pas oublié ».
- 2014 : Booba fait encore référence à Bram's sur le morceau extrait de la bande originale du film de Chris Macari La Mort Leur Va Si Bien : « Il n'y a que Brazza que je regrette ».
- 2014 : LIM fait référence à Bram's sur le morceau Fin qui est également un hommage à tout Beat de Boul.
- 2014 : Booba fait référence à Bram's dans le morceau Une vie avec la phrase « mon re-frè (frère) sur la pommette », il fait allusion au tatouage qu'il s'est fait en souvenir de son ami.
- 2015 : Booba référence encore Bram's dans son nouvel album D.U.C, dans Temps mort 2.0 avec Lino, il confirme ceci en disant : « Le négro nous a quitté, je me suis fait tatouer le 7. »
- 2015 : Dans la musique César du collectif 40000 Gang, le rappeur Benash fait une référence à Bram´s, lorsqu'il dit numéro 7, Brazza Brazza.
- 2015 : Booba lui dédiera l'outro du morceau Comme les autres de l'album Nero Nemesis.
- 2022 : Ali dans le morceau " Équilibre " en featuring avec Dinos de l'EP " Nautilus " lui rendra hommage en disant :« Keita Ibrahim, j'ai revu Bram's dans un rêve extatique »